# Пусть он останется с нами
«Пусть он останется с нами» — советский фильм 1975 года режиссёра Ирины Тарковской, её дебют в качестве режиссёра.

## Сюжет
У одиннадцатилетнего Тимы много друзей, но у него нет мамы, а папа — суровый, неразговорчивый полковник милиции, который все свое время проводит на работе и почти не общается с сыном. И хотя у Тимы есть заботливая бабушка, но мальчик всё-таки чувствует себя одиноким.
Однажды Тима приводит в дом настоящего льва, который сбежал из местного цирка. Сообщил по телефону об этом отцу. Местная милиция с ног сбилась в поисках хищника. Отец прибыв домой сразу же решил застрелить льва, но Тима встал на защиту своего нового друга.
В обстановке смертельной опасности отец понял, что сын не даст убить сильного, но беззащитного перед людьми льва: «мы в ответе за тех, кого приручили». И это его — отца воспитание: проявленные в критический момент ответственность и доброта сына вызывает уважение отца к поведению сына и позволяет ему осознать, что Тима вырос и, если он выстрелит, то потеряет сына. Вскоре прибывшие укротители забрали льва, а отец и сын ощутили, что стали гораздо ближе друг к другу.

## В ролях
- лев Кинг — лев
- Гега Кобахидзе — Тима
- Тенгиз Арчвадзе — Таиров, отец Тимы
- Вера Головина — бабушка Тимы
- Таня Батракова — Лена
- Роман Мадянов — Димка
- Пётр Черкашин — Вова
- Юрий Гусев — эпизод
- Геннадий Нилов — эпизод
- Вера Петрова — эпизод
- Тамара Яренко — эпизод

## Съёмки
По воспоминаниям сценариста фильма Максуда Ибрагимбекова режиссёр Ирина Тарковская взяла на себя всю ответственность за съёмки льва и ребёнка:

Режиссер-постановщик, оператор с камерой, директор картины и, самое главное, мальчик, лев и режиссер благополучно работали в едином замкнутом пространстве павильона. Все остальные члены группы, в том числе родители мальчика и пожарные с брандспойтами в руках, стояли за массивной решеткой. Все прошло благополучно. Лев покорно выполнял указания дрессировщика. Иногда Ирина обращалась к нему напрямую сама. Наверное, с точки зрения науки это необъяснимо, но лев внимательно слушал Ирину, и, это факт, его передвижения в павильоне совпадали с теми, что требовались по сюжету.